# Kloster Coldinne

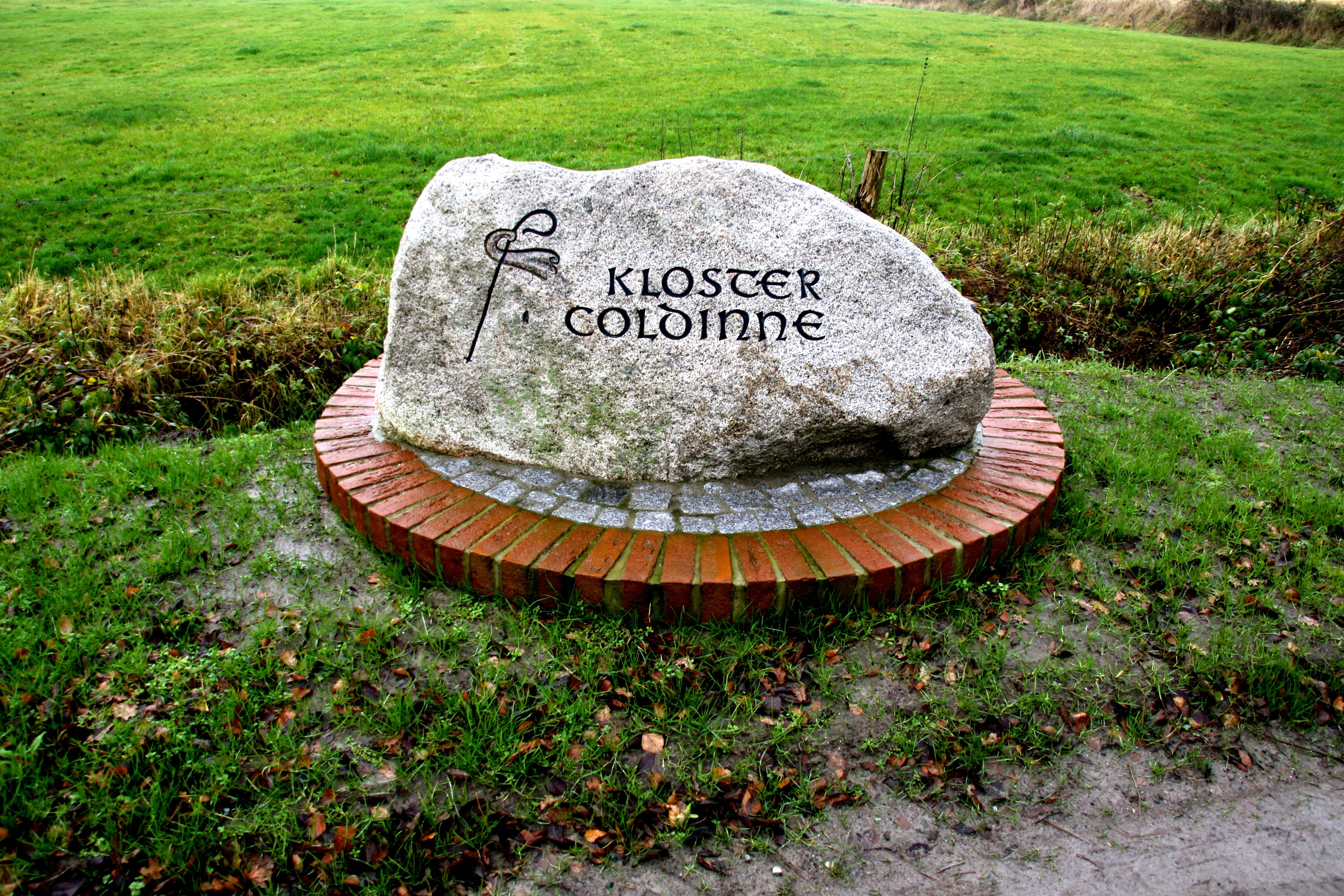
Gedenkstein für das ehemalige Kloster

Das Kloster Coldinne ist ein ehemaliges Kloster in Ostfriesland. Es lag in Menstede-Coldinne, einem Ortsteil der heutigen Gemeinde  Großheide. Nach der Reformation löste sich das Kloster allmählich auf und wurde schließlich nach dem Tod der letzten verbliebenen Nonne um 1580 aufgelöst. Das Archiv ist bis auf geringe Reste, die Bibliothek komplett verschwunden. Vom Kloster selbst finden sich heute keine aufgehenden Mauerreste mehr. Daher ist unbekannt, wie es einst ausgesehen hat.

## Geschichte
Zwischen 1235 und 1287 gründeten Prämonstratenser aus dem Kloster Dokkum (Friesland) das Kloster unter dem Patrozinium der heiligen Maria (und möglicherweise auch Anna) In Urkunden finden sich auch die lateinischen Begriffe vera charitas und ter waeren minne (Übersetzung aus dem Lateinischen bzw. ins Hochdeutsche: „wirkliche Herzensliebe“ und „dort waren Liebende/Wohltätige“). Es lag an einem vor- und frühgeschichtlichen Handelsweg, der von Norden über Hage, Großheide, Coldinne und Westerholt nach Esens führte.
1287 lebten dort nach der Luciaflut 56 Insassen. Dies stellte der Orden bei einer Visitation fest. Coldinne galt als arme Niederlassung der Prämonstratenser.
Im Jahre 1450 war das Frauenkloster offenbar so heruntergekommen, dass das Generalkapitel der Prämonstratenser es an das Augustiner-Chorherrenkonvent des Klosters Marienkamp übertrug, die Coldinne als Schwesternkloster weiterführten. Im Jahre 1481 lebten hier 48 namentlich aufgeführte Nonnen unter einer Priorin. Im Zuge der Reformation blieb das Kloster zunächst bestehen, sein Landbesitz wurde allerdings von den ostfriesischen Herrschern eingezogen. Ein Schutzbrief des Grafen Johann I. vom 21. Dezember 1538 garantierte den Bestand von Coldinne, dessen Gebäude noch 1562 im Besitz des Stiftes waren. Nach dem Tod der letzten Nonne wurde das Kloster um 1580 aufgelöst.
Der Altar wurde vermutlich im gleichen Jahr in die St.-Ansgari-Kirche nach Hage verbracht und dort aufgestellt. In seiner Ausgestaltung gleicht er dem Altar der Bonifatius-Kirche in Arle, so dass beide der gleichen nordniederländisch-friesischen Werkstatt zugeordnet werden. Seine Entstehungszeit wird auf die Jahre um 1480 datiert. Dafür sprechen unter anderem modische Details wie auch die Schlichtheit der Figuren. Erhalten blieb zudem eine Eichenholzfigur des heiligen Paulus, die sich im Ostfriesischen Landesmuseum befindet. Das Archiv ist bis auf geringe Reste, die im Niedersächsischen Landesarchiv (Standort Aurich) aufbewahrt werden, weitgehend verloren. Die Bibliothek ist ebenfalls verschwunden.
Die Gebäude wurden nach Auflösung des Konvents als Steinbrüche genutzt. Anschließend wurde auf dem Areal ein Bauernhaus errichtet, das 1703 abbrannte. Heute ist vom Kloster nur noch ein flacher Hügel erhalten. Im August 2012 stellte der Heimatverein för’t Karkspill Arle einen Gedenkstein für das Kloster auf. Der Findling ist rund 2,5 Tonnen schwer und zeigt neben dem Schriftzug Kloster Coldinne einen Abtstab mit Tuch.

## Wirtschaftsgeschichte
Zeit seines Bestehens galt der Konvent als sehr arm. Die Flächen um das Kloster bestanden im Mittelalter hauptsächlich aus vermoorter Heide und waren damit kaum nutzbar. Dennoch liegen mehrere Schenkungsurkunden aus dem späten 15. und frühen 16. Jahrhundert vor. Zudem verfügte Coldinne über großen Grundbesitz, der etwa 500 ha Land ausmachte. Etwa zehn Kilometer von Coldinne unterhielt der Konvent ein Vorwerk in Nesse, das Ostercoldinner Grashaus. Dieses bildete bis 1972 eine Exklave der Gemeinde Großheide. Weitere Besitzungen des Konvents waren der Marienhof und das Wester-Coldinner Grashaus sowie Ländereien im Arler und Westerender Hammrich und in Hagermarsch. Der Überlieferung zufolge waren die Ländereien so groß, dass täglich 12 oder 16 Pflüge angesetzt werden mussten. Die Insassen des Klosters bauten darauf hauptsächlich Roggen und Hafer an.
Der gesamte Besitz fiel bis auf die Stiftsgebäude nach der Reformation als Staatsdomäne an die Grafen und Fürsten von Ostfriesland und wurde anschließend verpachtet oder privatisiert. 1663 wurde das Land in Oster- und Westercoldinne geteilt.